# ダイゼイン
ダイゼイン（英: daidzein）は、イソフラボンの一種。ダイゼインやゲニステインのような他のイソフラボン化合物は、タイのプエラリア、クズのような植物やハーブに存在しており、ダイズや豆腐や植物性タンパク質大豆製品のような食品にも存在している。大豆イソフラボンは、ダイズから発見され抽出された化合物群である。抗酸化作用に加えて、多くのイソフラボンは、動物とヒトのエストロゲン受容体に作用することが知られており、それゆえフィトエストロゲンとして知られている。大豆イソフラボンは、非ホルモン作用も有する。
エクオール（Equol）(4',7-イソフラバンジオール)は、腸内細菌によってダイゼインから代謝されるイソフラバンジオールである。エストラジオールなどの内因性エストロゲンホルモンはステロイドであるが、エクオールは非ステロイド性エストロゲンである。しかし、約30-50%のヒトしかエクオールを作る腸内細菌を持っていない。

## 誘導体

### 配糖体
- ダイジン (7-O-グルコシド)
- プエラリン (8-C-グルコシド)

### O-メチル化
- ホルモノネチン